# Jakobin Badoer
Jakobin Badoer (lat. Jacobinus Baduarius) (Venecija, oko 1400. – Split, 1451.), talijanski svećenik, splitski nadbiskup i metropolit (1439. – 1451.).
Bio je kanonik u Padovi, a kasnije arhiprezbiter crkve Sv. Stjepana u Veroni. Na njegovo traženje izdao je hrvatsko-dalmatinski ban Petar Talovac 1444. godine, ispravu kojom je Splitskoj nadbiskupiji vraćeno pravo na desetinu s cetinskog i kliškog područja. Za njegova biskupovanja ugovoreno je s Jurjem Dalmatincem 1448. godine podizanje kapele i novog oltara Sv. Staša u splitskoj katedrali. Splitskom Kaptolu ostavio je znakove svoje službe (mitru, štap, križ). Pokopan je u splitskoj katedrali.